# لوئیش منا ئه سیلوا
لوئیش منا ئه سیلوا (پرتغالی: Luís Mena e Silva؛ ۲۴ ژانویه ۱۹۰۲ – ۳ اوت ۱۹۶۳) سوارکار اهل پرتغال بود.
وی در مسابقات کشوری و بین‌المللی در مجموع برندهٔ ۲ مدال برنز شده‌است.